# Bandhacke

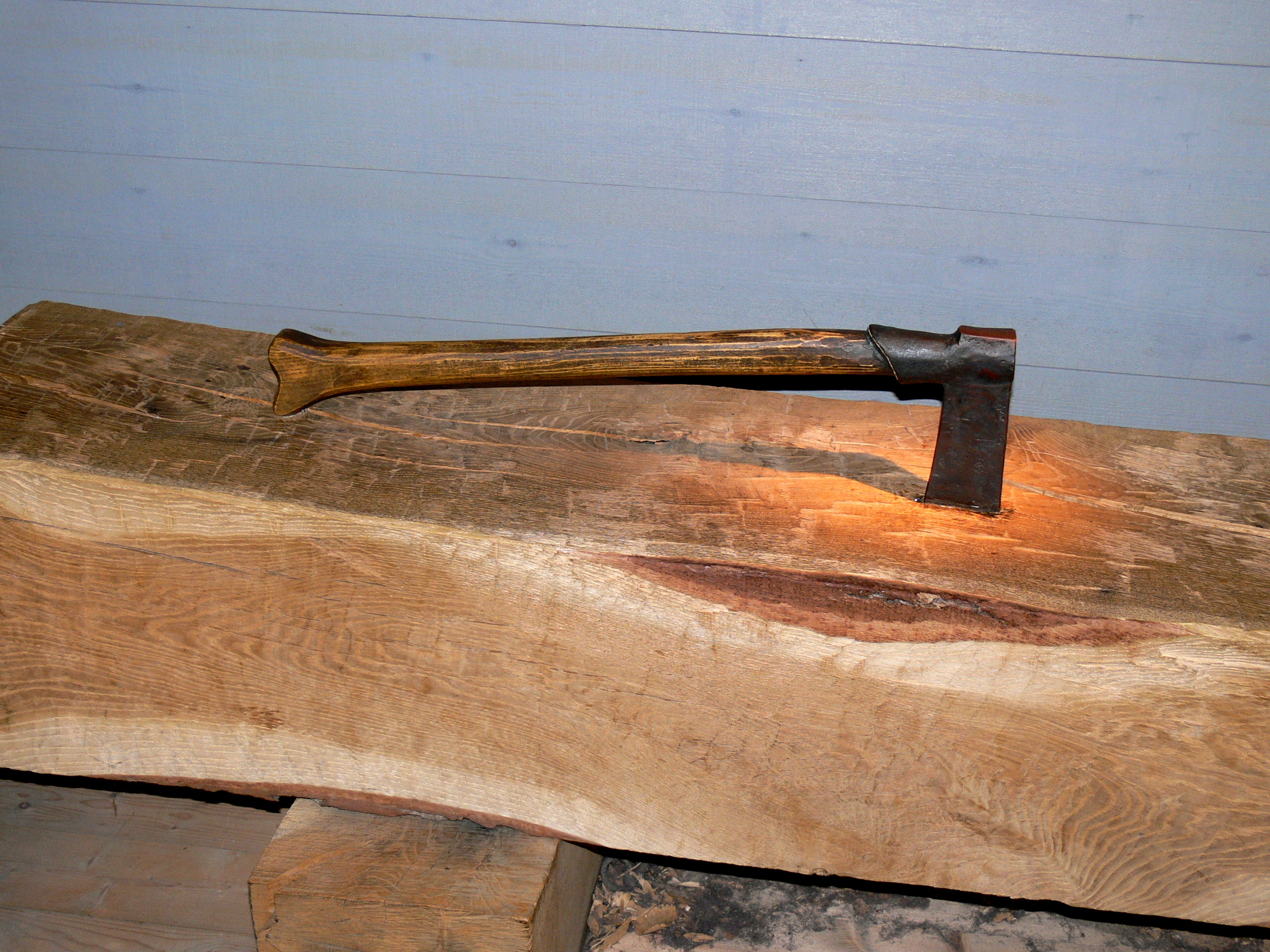
Alte Form (Schiffsbau)

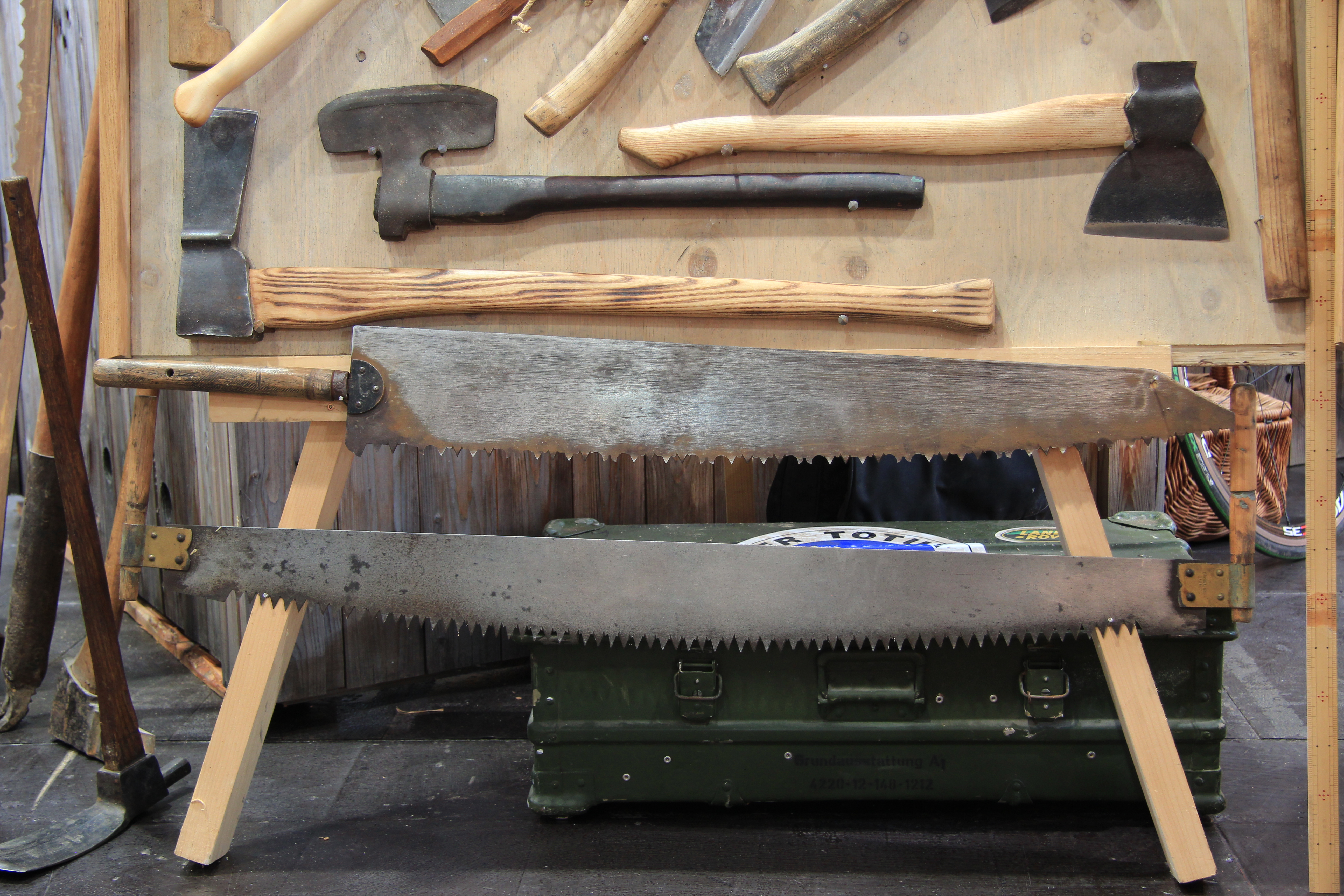
Bundaxt (unterste Axt auf dem Display)

Die Bandhacke (auch Bundaxt oder Zimmeraxt) ist eine vom Zimmermann benutzte Axt, deren Eisen im Gegensatz zur Breitaxt lang und schmal sind und eine gerade kurze Schneide besitzt. Sie diente in der Zimmerei zum, Ausschlagen und Putzen von Zapfenlöscher, Abschlagen zuvor eingesägter Holzteile,
Putzen und Anfasen von Zapfen, Einschlagen von Kerven (Kerben) an Sparren, Einschlagen von Kerben fürs Behauen von Stämme (Rundhölzern) zu Balken.
Die Bandhacke wird auch  zu allerlei Hilfsarbeiten eingesetzt.

Heute werden Bandhacken beim Errichten von Dachstühlen zum Einschlagen von Sparrennägeln und zum Nachbearbeiten von Zapfen und Kerven verwendet. Sie besitzen oft Aussparungen zum Nagelziehen und können so anstelle eines Kuhfußes eingesetzt werden.
Zusammen mit dem Stiel wiegt eine typische Bandhacke um 1,4 Kilogramm und ist 80 Zentimeter lang.

## Werkzeug mit ähnlicher Funktion
- Die antike Dolabra des römischen Heeres, ist eine Art Kombination aus Bundaxt und Querbeil.